# Квантовый мистицизм
Квантовый мистицизм — набор метафизических идей и сопутствующих им практик, направленных на то, чтобы связать сознание, ум человека или же мистические философские системы с идеями квантовой механики и её интерпретациями. Квантовый мистицизм относится к псевдонауке, а сопутствующие ему дебаты рассматриваются как часть противостояния науки и религии. Некоторые близкие к квантовому мистицизму идеи существуют сейчас в виде разнообразных теорий квантовой психологии.

## Происхождение термина
Термин «квантовый мистицизм» начал впервые применяться основателями квантовой теории в начале XX века, когда они обсуждали интерпретации и следствия тех воззрений, которые впоследствии станут квантовой физикой. Позднее, после Второй Мировой войны, этот термин был использован, в частности, в работе Эрвина Шрёдингера и Юджина Вигнера.
В процессе развития квантовых идей, когда они начали оформляться в настоящую научную теорию, основы этой теории и онтологические вопросы, которые они, в свою очередь, породили, создали трудности в разграничении философских и естественно-научных тем при обсуждении этих квантовых идей. Некоторые ведущие ученые, сторонники квантовой теории, формулировали мистические интерпретации результатов своих исследований. Например, в своей книге «Мое мировоззрение» Шрёдингер описал свои метафизические и мистические взгляды, основанные на индуистской философии веданты.

## Содержание идей
В квантовом мистицизме подразумевается, что реальны только мысли, что физическая вселенная является продуктом «космического разума», с которым человеческий разум посредством квантовых эффектов «связан» через пространство и время. При этом «квантовые мистики» используют ошибочные (ложные) толкования некоторых интерпретаций квантовой механики, они подхватывают любые гипотезы, не обращая внимание на отсутствие каких бы то ни было подтверждений.
Квантовые мистики воспринимают математическую волновую функцию квантовомеханической теории как некую вибрацию вселенского эфира, подобно вибрации воздуха, которую мы называем звуковой волной. Коллапс волновой функции в квантовой механике они объясняют волевым решением некоего вселенского разума. Менас Кафатос и Роберт Надо в книге «Сознательная вселенная» (англ. The Conscious Universe) наделили волновую функцию сознанием и представили её «бытием в себе».
«Квантовый мистицизм» представляет собой интеллектуальный фон постмодернистской идеи о невозможности для науки полностью объяснить объективную реальность.

## Применение
Идеи квантового мистицизма используют деятели альтернативной медицины, экстрасенсы, любители паранормальных явлений.

## Критика
Физик, нобелевский лауреат Мюррей Гелл-Манн называл мистические рассуждения о квантовой теории «квантовым трёпом» (англ. quantum flapdoodle).

## История
В двадцатых годах XX века физик-теоретик Вольфганг Паули интересовался мистицизмом: «Надо признаться, что в отличие от вас, я иногда черпаю научное вдохновение из мистицизма… но это уравновешивается прямым ощущением математики.».
Хуан Мигель Марин (Juan Miguel Marin), историк из Гарварда, отмечает, что Паули выступал за «просвещённый мистицизм», синтез рационального мышления и религии, и надеялся, что квантовая теория сможет объединить такие разные подходы к проблеме сознания, как психологический/естественно-научный метод, с одной стороны, и философские и мистические идеи и методы, с другой.

Марин также высказывает следующее соображение: 
Работы Вейля и Паули способствовали созданию теорий, основанных на калибровочной инвариантности. Эти теории занимают важное место в современной квантовой теории поля. Многие современные физики, однако, были бы шокированы, если бы они узнали, что именно Вейль и Паули имели в виду, когда они применяли термин «поле» в своих статьях, считающихся теперь классикой. Внутренний мир каждого из них был пронизан мистицизмом, они искали пути объединения сознания и физики. Вейль опубликовал текст лекции, которую он завершил похвалой в адрес «христианско-математического» мистицизма Николая Кузанского.  … Если же вы невысокого мнения о копенгагенской интерпретации и предпочитаете альтернативу, предложенную Дэвидом Бомом, то я бы порекомендовал прочитать множество опубликованных им диалогов на тему восточного мистицизма… Эддингтон и Шрёдингер пытались создать квантовую теорию гравитации, как это пытаются сделать и многие современные физики. Мистицизм, которого они оба придерживались, сыграл ли он какую-то роль в их озарениях или ошибках? Не знаю. Но я думаю, что было бы важно узнать.
Juan Miguel Marin
'Mysticism' in Quantum Mechanics: The Forgotten Controversy. // European Journal of Physics. — Vol. 30. — 2009. (Цит. по: Quantum Mysticism: Gone but Not Forgotten. — Phys.org. — 2009. — June, 8..
Марин отмечает, что Эйнштейн возражал против некоторых мистических формулировок Паули и его коллег, хотя он и утверждал, что верит в бога Спинозы. Паули же считал, что его результаты приводят к мистическим интерпретациям, но сам выступал резко против псевдонауки, жестко критиковал теории, которые не соответствовали Критерию Поппера и был создателем знаменитой формулировки: «Это не только просто неправильно, это даже ошибочным не назовешь!».
Марин также отмечает, что после Второй мировой войны, когда центр развития квантовой физики переместился из Германии в Америку, идеи о возможной связи квантовой механики с мистицизмом были фактически забыты, так как большинство современных физиков — реалисты (в узком смысле), и не считают, что сознание играет хоть какую-то роль в квантовой теории. Доминирующий взгляд на проблему наблюдения в квантовой теории состоит в том, что наблюдение не «вызывает объект из небытия», а просто фиксирует его в некотором определённом состоянии. В настоящее время дебаты об этих вопросах, включая упомянутые далее книги Капры, рассматриваются как часть противоречия науки и религии.
Физик Роджер Пенроуз в своей книге «Тени разума» высказал идею, что сознание может быть квантовым феноменом. В своей модели «управляемой объективной редукции», совместно с нейробиологом Стьюартом Хамерофф, он предположил, что квантовые эффекты влияют на нервную деятельность посредством микротрубочек, входящих в цитоскелет клеток.
Новая волна интереса к мистическим интерпретациям и психологическим аспектам новой физики поднялась уже вне науки в 1970-е годы. Физик и мистик Фритьоф Капра в своей популярной книге «Дао физики» находил параллели между квантовой физикой и идеями восточного мистицизма.
На Дэвида Бома большое влияние оказал Джидду Кришнамурти. В своей книге «Wholeness and the Implicate Order» 1980 года Бом отметил, что Кришнамурти был источником того мировоззрения, которое выражено в его интерпретации квантовой механики. В этой книге Бом представляет реальность как некую целостность, которую можно понимать с использованием таких терминов, как «неявный» или «скрытый порядок», с одной стороны, и «проявленный», «явленный» или «проявившийся порядок», с другой. В ходе так называемых Научных войн, Стивен Вайнберг подверг критике воззрения Бома, из-за, по его мнению, «ошибочных заявлений» на темы физики вообще и на темы квантовой механики в частности. Ещё одна известная книга, «Квантовая реальность» Ника Херберта (Nick Herbert), посвящена, в основном, возможным интерпретациям квантовой теории.
Хотя автор Гэри Зукав сам отметил, что он не физик, в своей книге «Танцующие мастера Ву Ли», изданной в 1979 году, он также провел параллели между восточным мистицизмом и современной физикой.

## Квантовые идеи в философии
Ю. Дж. Сквайрес (E. J. Squires) утверждает, что описание наблюдателя в теории декогеренции, а также в копенгагенской интерпретации, всегда включает в себя дополнительную информацию, а именно информацию об исходах всех прошлых случайных событий. В многомировой интерпретации эта информация дает ответ на вопрос «О каком наблюдателе идет речь?» В копенгагенской интерпретации эта информация дает ответ на вопрос о том, «о каких именно исходах прошлых измерений идет речь».
Сквайрес связывает эту информацию именно с сознанием наблюдателя, в противовес его телу, потому что якобы имеется связь между наблюдателем и этой информацией, но эта информация не связана с материей, из которой состоит тело наблюдателя. По мнению Сквайреса, эта информация включает в себя большую часть информации обо всей вселенной.
Х. М. Марин считает, что Эйнштейн и другие ученые потому выступали против мистических интерпретаций квантовой механики, что они были приверженцами философской школы реализма. Некоторые современные физики подвергают сомнению взгляды философов-реалистов, как не соответствующие экспериментальным данным. В то же время надо различать реализм классической физики, который защищал Эйнштейн, несовместимый с квантовой механикой и экспериментально опровергнутый в локальном варианте, и его современные версии, являющиеся мировоззрением большинства современных физиков. Иногда такое различие не проводится, что ведёт к терминологической путанице.
Так, Антон Цайлингер с коллегами в своей статье «Экспериментальная проверка нелокального реализма», опубликованной в журнале Nature в 2007 году, писали следующее:
«Основная масса современных ученых являются твердыми сторонниками концепции „реализма“. Сторонники этой точки зрения считают, что наблюдаемая („внешняя“) реальность существует независимо от факта наблюдения. Однако, квантовая физика камня на камне не оставила от некоторых из наших основополагающих представлений. Теорема Белла гласит, что неверна любая теория, которая основывается одновременно на реализме и локальности. Эксперименты с квантово-сцепленными парами частиц многократно подтвердили это. Таким образом, фундаментальная концепция реализма может быть сохранена только введением нелокального дальнодействия. В настоящей работе мы показали теоретически и подтвердили результатами экспериментов, что внушительное множество таких теорий нелокального реализма, а они кажутся вполне приемлемыми, не соответствуют, однако, квантовым корреляциям, наблюдаемым в эксперименте. Мы регистрировали такие корреляции между двумя квантово сцепленными фотонами, которые ранее ещё никем не были проверены. Мы показали, что такие корреляции нарушают  неравенства Леггетта, предложенные им для нелокальных реалистических теорий. Наши результаты дают основания предположить, что отказ от концепции локальности может быть недостаточен для соответствия результатам квантовых экспериментов и что определённые интуитивно-принимаемые свойства реализма должны также быть отвергнуты.»
Ричард Конн Хенри (Richard Conn Henry) и Стефен Р. Палмквист (Stephen R. Palmquist), в своем комментарии к упомянутой работе, напечатанном в журнале неоднозначной репутации Journal of Scientific Exploration, отмечают следующее: «Теперь мы начинаем понимать, что квантовая механика может исключить любую возможность существования реальности, независимой от сознания. Она уже запрещает любую реальность, похожую на наши обычные представления о таковой. Алэн Аспэ (Alain Aspect) отмечает: „Это подразумевает, что нужно отказаться от любого такого реализма, который мог бы мне понравиться“. … И если разум не является производным от материи, а скорее является создателем иллюзии материальной реальности (что, на самом деле, в противоположность [воззрениям] материалистов, является правдой, известной с открытия квантовой механики в 1925 году), тогда теистический взгляд на наше существование становится единственной рациональной альтернативой солипсизму»[значимость факта?].